# Een nacht met jou (Fouradi)
Een nacht met jou is een single van het Nederlandse hiphopduo Fouradi uit 2008. Het stond in 2009 als achtste track op het album De favoriete schoonzoons, waar het de derde single van was, na 1 ding en Flipmuziek.

## Achtergrond
Een nacht met jou is geschreven door Mohamed Fouradi, Brahim Fouradi, Mitchell Kroon en Tearce Person en geproduceerd door Mitch Crown en Tearce Keaz. Het is een nederhoplied waarin de rappers vertellen aan een meisje waarom zij geschikt zijn om met haar een relatie te hebben. De B-kant van de single is een remix van het lied door Tim Holland.

## Hitnoteringen
Het hiphopduo had redelijk succes met het lied. Het was het laatste nummer van de rappers dat de Nederlandse Top 40 bereikte. In deze lijst kwam het tot de 29e plaats en was het vijf weken te vinden. In de Single Top 100 piekte het op de negentiende plek. Het stond zeven weken in deze hitlijst.